# NGC 3439
NGC 3439 (również PGC 32634) – galaktyka spiralna (Sbc), znajdująca się w gwiazdozbiorze Lwa. Odkrył ją Albert Marth 25 marca 1865 roku.